# Auerbachia pulchra
Auerbachia pulchra is een microscopische parasiet uit de familie Auerbachiidae. Auerbachia pulchra werd in 1975 beschreven door Lom, Noble & Laird.